# Konzulat Republike Slovenije v Atenah
Konzulat Republike Slovenije v Grčiji je diplomatsko-konzularno predstavništvo (konzulat) Republike Slovenije s sedežem v Atenah (Grčija); spada pod okrilje Veleposlaništvo Republike Slovenije v Grčiji.
Trenutni častni generalni konzul je Evangelos Tziavos.